# Ilse Steinhoff
Ilse Steinhoff (* 13. Februar 1909 in Wuppertal-Barmen; † 15. September 1974 in Eberbach) war eine deutsche Fotografin und Kriegsreporterin.

## Leben
Steinhoff, Tochter des Fabrikanten Friedrich Wilhelm Steinhoff und seiner Ehefrau Wilhelmine Sophie Lilli geb. Schmersahl, arbeitete zeitweise mit Werner Conitz zusammen. 1936 fotografierte sie bei den Olympischen Spielen, danach führten sie längere Bildreisen durch die ehemaligen deutschen Kolonien in Afrika. 1942 war Steinhoff Kriegsreporterin in Bukarest, danach arbeitete sie für u. a. die Berliner Illustrierte Zeitung sowie die Münchner Illustrierte Zeitung. Sie beteiligte sich an der SS-Hetzschrift "Der Untermensch". Nach dem Krieg war sie in Saarbrücken als Bildjournalistin tätig, ab 1950 in Stuttgart als Reiseschriftstellerin und -fotografin. Gestorben ist sie im Eberbacher Krankenhaus.
Ilse Steinhoffs Bilder von saarländischen Bergmannsbauern nahm der Briefmarkenkünstler Albert Decaris 1948 ohne Rücksprache zur Vorlage dreier Briefmarken. Steinhoff forderte nachträglich Honorar, was zu einem langwierigen Prozess führte.
Eine etwa 2000 Positionen umfassende Fotosammlung ging nach Steinhoffs Tod als Vermächtnis an Werner Tabel, der damit für seine Arbeit an kolonialgeschichtlichen Themen aus Namibia auf eine Generation älteres Bildmaterial zurückgreifen konnte, als sein eigenes. Tabel übergab diese Sammlung 2010 an das Archiv der Basler Afrika Bibliographien (BAB).

## Werke
- Deutsche Heimat in Afrika – Ein Bilderbuch aus unsern Kolonien.  Hrsg. vom Reichskolonialbund, Limpert 1939.